# Trichaphodius gorillae
Trichaphodius gorillae är en skalbaggsart som beskrevs av Bordat 1989. Trichaphodius gorillae ingår i släktet Trichaphodius och familjen Aphodiidae. Inga underarter finns listade i Catalogue of Life.